# Terpios fugax
Terpios fugax är en svampdjursart som beskrevs av Duchassaing och Giovanni Michelotti 1864. Terpios fugax ingår i släktet Terpios och familjen Suberitidae. Inga underarter finns listade i Catalogue of Life.